# Dafier
Die Jiangsu Dafier Motorcycle Co., Ltd. (Handelsmarke Dafier) ist ein chinesischer Motorradhersteller mit Sitz in Changzhou in der Provinz Jiangsu. 
Das Unternehmen wurde im Jahr 2002 als Gemeinschaftsunternehmen mit der Qingqi-Gruppe gegründet. Das Kapital beträgt 200 Millionen Renminbi (rund 20 Mio. €), jährlich produziert die Firma 200.000 Motorräder, 100.000 Motoren und 300.000 Rahmen, Gussformen und Leuchten.
Für den europäischen Markt stellt Dafier Motorroller mit 50, 110 und 125 cm³ sowie Motorräder mit 125 cm³ her. Dabei handelt es sich vor allem um Fahrzeuge im unteren Preissegment, die mit den Modellen anderer Hersteller baugleich sind. 